# Simon Müller (Offizier)
Simon Müller (* 1976) ist ein Schweizer Physiker, Berufsoffizier im Range eines Divisionärs und Chef des 2024 neu gegründeten Kommandos Cyber.

## Leben
Müller studierte an der ETH Zürich Physik. 2003 wurde er Zeitmilitär der Luftwaffe in Payerne und absolvierte den Diplomlehrgang zum Berufsoffizier. 2005 wurde er zum Hauptmann befördert, übernahm eine leichte Fliegerabwehrkompanie und war Klassenlehrer in der Offiziersschule im Kommando Sichtwetterflab. 2009 zum Major im Generalstab und in den Brigadestab einer Fliegerabwehrbrigade befördert, wurde Müller 2010 Stellvertretender Kommandant im Kommando Flabverbund und Chef Planung. Zwischen 2013 und 2014 arbeitete er als Berater in der Privatwirtschaft für die Firma Thales Suisse. Ab 2015 war er Zugeteilter Stabsoffizier des Chefs Armeestab. Am 1. April 2017 wurde er zum Kommandanten des Kompetenzzentrums Führungs- und Fachsysteme im Heer. 2018 wurde er zum Oberst befördert und übernahm am 1. Juni 2021 als stellvertretender Projektleiter des zukünftigen Kommandos Cyber, welches 2024 die Führungsunterstützungsbasis ablöste und seitdem unter gleichzeitiger Beförderung zum Divisionär von Müller geleitet wird.